# Emmanuel Wamala
Emmanuel Wamala, né le 15 décembre 1926 à Kamaggwa, est un cardinal ougandais, archevêque émérite de Kampala depuis 2006.

## Biographie

### Prêtre
Après avoir été commencé sa formation au grand séminaire national de Katigondo (en) et avoir obtenu une licence en théologie à l'Université pontificale urbanienne, Emmanuel Wamala  a été ordonné prêtre le 21 décembre 1957 pour le diocèse de Masaka (Ouganda).
Il a alors prolongé ses études à Rome, obtenant une licence en sciences sociales à l'Université pontificale grégorienne.
De retour dans son diocèse en 1960, il a exercé son ministère en paroisses tout en supervisant les écoles diocésaines.
En 1974, il devient vicaire général de Masaka, conservant cependant un ministère paroissial.

### Évêque
Nommé évêque de Kiyinda-Mityana le 17 juillet 1981, il est consacré le 22 novembre suivant par le cardinal Emmanuel Kiwanuka Nsubuga. Le 21 novembre 1988, il est nommé archevêque coadjuteur de Kampala et en devient l'archevêque titulaire le 8 février 1990. Il consacre évêque de Kabale Robert Gay M. Afr. en 1996.
Il s'est retiré le 19 août 2006 pour raison d'âge.
Il a présidé la Conférence épiscopale d'Ouganda de 1986 à 1994.

### Cardinal
Il est créé cardinal par le pape Jean-Paul II lors du consistoire du 26 novembre 1994 avec le titre de cardinal-prêtre de Sant'Ugo.
Il participe au conclave de 2005 qui voit l'élection de Benoît XVI.
Il atteint les quatre-vingts ans le 15 décembre 2006, ce qui l'empêche de prendre part aux votes des conclaves de 2013 (élection de François) et de 2025 (élection de Léon XIV).

## Succession apostolique
Emmanuel Wamala a ordonné les évêques suivants :
- Archevêque Denis Kiwanuka Lote (en) (1991)
- Évêque Robert Marie Gay, M.Afr. (1996)
- Archevêque John Baptist Odama (en) (1996)
- Archevêque Cyprian Kizito Lwanga (1997)
- Archevêque Augustine Kasujja (1998)
- Évêque Christopher Kakooza (en) (1999)
- Évêque Robert Muhiirwa (en) (2003)